# Akordeon
Akordeon, zvaný též tahací harmonika (slangově také dršťky a zednický klavír), je dechový, vícehlasý hudební nástroj, u něhož jsou zdrojem zvuku kovové, dřevěné či plastové jazýčky, rozechvívané proudem vzduchu. Ten je získáván pohybem měchu. Pro ovládání nástroje slouží dvě skupiny kláves. Akordeon patří mezi aerofony.
Akordeonem v dnešním pojetí se rozumí stejnozvučný chromatický nástroj, tedy takový, u kterého výška tónu nezávisí na směru pohybu měchu, a na který lze zahrát úplnou chromatickou stupnici. Harmonikou rozumíme různozvučný diatonický nástroj, kde se výška tónu mění v závislosti na pohybu měchu a který je laděný v konkrétní diatonické stupnici (nelze zahrát některé půltóny). Terminologie není zcela ustálená. V některých publikacích se harmonika používá jako zastřešující název zahrnující i akordeon, v jiných se toto označení omezuje pouze na různozvučné a diatonické nástroje.

## Historie
První akordeony začal v roce 1822 stavět Friedrich Buschmann v Berlíně. Své nástroje označoval jménem Handäoline.
Patent na nástroj s názvem akordeon získal v roce 1829 vídeňský nástrojář Cyrill Demian.

## Typy akordeonů

### Podle diskantu
- Klávesový (pianový) akordeon – má v diskantové části klaviaturu s rozsahem většinou od dvou do tří oktáv.
- Knoflíkový akordeon – má v diskantové části několik řad knoflíků.

### Podle basů
- Se standardními basy (stradella basses) – má dvě řady knoflíků se základními tóny v rozsahu jedné lomené oktávy a několik akordových řad.
- S melodickými basy – umožňují hru základních tónů v rozsahu několika oktáv.

Možné jsou všechny čtyři kombinace: klávesový nebo knoflíkový akordeon se standardními nebo melodickými basy.

### Podle rozsahu
Ve střední a západní Evropě je nejběžnější klávesový akordeon se standardními basy.

### Příbuzné nástroje
Jako akordeon se někdy nepřesně označují i různozvučné diatonické harmoniky a jejich varianty:
- bandoneon
- koncertina
- melodeon
- heligonka

## Konstrukce
Akordeon má diskantovou část a basovou část, které jsou spojené měchem. Diskantová část se ovládá pravou rukou, část basová se ovládá rukou levou. Součástí diskantové a basové části jsou rejstříky, které mění zvuk tónů (vyřazují a spouštějí jednotlivé hlasy, jež se pod každou klávesou či knoflíkem nacházejí).

### Diskant
Diskant neboli melodická část slouží pro hru pravou rukou. U klávesové (pianové) harmoniky je pro ovládání použita klaviatura běžného uspořádání (jako na klavíru) s menšími klávesami. U knoflíkové harmoniky slouží pro ovládání diskantové části kulatá tlačítka (knoflíky), uspořádaná do tří až šesti řad. Ve vodorovném směru postupují tóny v malých terciích, v jednom šikmém směru po půltónech, v opačném šikmém směru po celých tónech. Po třech vodorovných řadách se tóny opakují, což umožňuje hru v různých tóninách se stejným prstokladem. Rozmístění tónů (poloha základního tónu a umístění jednotlivých intervalů ve vztahu k němu) není jednotné, existuje systém vídeňsko-francouzský, italský, holandský a další.

### Bas
Basová část se ovládá prsty levé ruky s výjimkou palce. Počet knoflíků je různý. Malé nástroje mohou mít 12–32 basů, střední mívají 48, 60, 72 nebo 96 basů a u největších nástrojů může počet basů dosahovat 120, 140 nebo 180. Větší rozsah se příliš nevyskytuje. Knoflíky jsou umístěny v několika řadách, které jsou od shora uspořádány takto:
- 1. řada – pomocné basy (terciové tóny – velké tercie od základního tónu)
- 2. řada – základní basy (základní tóny)
- 3. řada – durové akordy (od odpovídajícího základního tónu)
- 4. řada – mollové akordy (od odpovídajícího základního tónu)
- 5. řada – dominantní septakordy (od odpovídajícího základního tónu)
- 6. řada – zmenšené septakordy (od odpovídajícího základního tónu)

Někdy bývá za šestou řadu doplněna ještě 7. řada se zvětšenými kvintakordy, případně před první řadu druhá pomocná řada s malými terciemi.
Popsaný systém standardních basů je nejběžnější, jeho nevýhodou však je, že neumožňuje hru melodií ve větším rozsahu než velká septima a vytváření libovolných akordů. Proto se u koncertních nástrojů vyskytuje chromatika, tzv. melodický bas. Může mít trojí uspořádání:
- Barytonový bas – nachází se před první řadou standardních basů blíže k měchu. Je seřazen ve třech řadách po půltónech podobně jako v pravé ruce. Většinou se rozsah pohybuje od kontra E až po cis3, samozřejmě se dá rozšiřovat pomocí rejstříků.
- Konvertor – umožňuje přepínat jedinou sadu knoflíků do režimu standardních nebo melodických basů.
- Melodický systém obou hmatníků – nástroj vůbec neobsahuje standardní basy. Jde spíše o experimentální záležitost.

### Měch
Měch je tvořen mnoha záhyby a slouží k čerpání vzduchu pro rozeznívání jazýčků diskantové i basové části. Přívod vzduchu k jazýčkům je ovládán klávesami. Změnou rychlosti pohybu měchu lze ovládat dynamiku hry. Základem měchu je tvrdý papír, části (rožky) jsou doplněny kůží. Povrch měchu (vnější strana) je polepen textilem, nebo papírem, někdy i s barevným motivem. Hrany jsou proti opotřebování vyztuženy kovovými rožky.
Vpouštět a vypouštět vzduch z měchu bez rozeznění nástroje je možné pomocí ventilu umístěného na zadní desce těla basové části a ovládaného palcem levé ruky.

### Rejstříky
Ke každému tónu přísluší obvykle větší počet jazýčků, které se vybírají pomocí rejstříkových spínačů, umístěných v diskantové i basové části. Umožňují spínat tóny v několika oktávových polohách, dvojice mírně rozladěných jazýčků vytvářející tremolo či u některých nástrojů hlasy umístěné v šachtě, jež poskytují kulatější barvu tónu.

## Skladby pro akordeon
Mezi významné skladatele pro klávesový akordeon patří Ilja Havlíček, Bohumil Bláha a František Nejtek. Mezi novodobé autory můžeme zařadit Romana Kullu i mladého akordeonistu Stanislava Samuela Rašku, v Praze žijícího akordeonistu Aliaksandra Yasinského, a nebo plzeňského skladatele Pavla Samiece. 